# Djomani-Mchenazi
Djomani-Mchenazi (Djomani Mboudé)  est une ville de l'union des Comores, située sur l'île de Grande Comore au nord de la région de Mboudé. Elle est aussi appélée Djomani Mboudé. En 2012, sa population est estimée à 5100 habitants